# Maria Egipcjanka
Maria Egipcjanka, również Maria z Egiptu, cs. Prepodobnaja Marija Jegipietskaja (ur. ok. 344 w Aleksandrii w Egipcie, zm. ok. 421 na pustyni k. Jerycho) – pustelnica i pokutnica, święta Kościoła katolickiego, prawosławnego, koptyjskiego i ormiańskiego.

## Hagiografia
Nieraz mylono ją z Marią Magdaleną. Maria Egipcjanka żyła pomiędzy IV a VI w. Najczęściej jest podawane, że w latach 344-431. Jako rok jej śmierci można również spotkać rok 522.

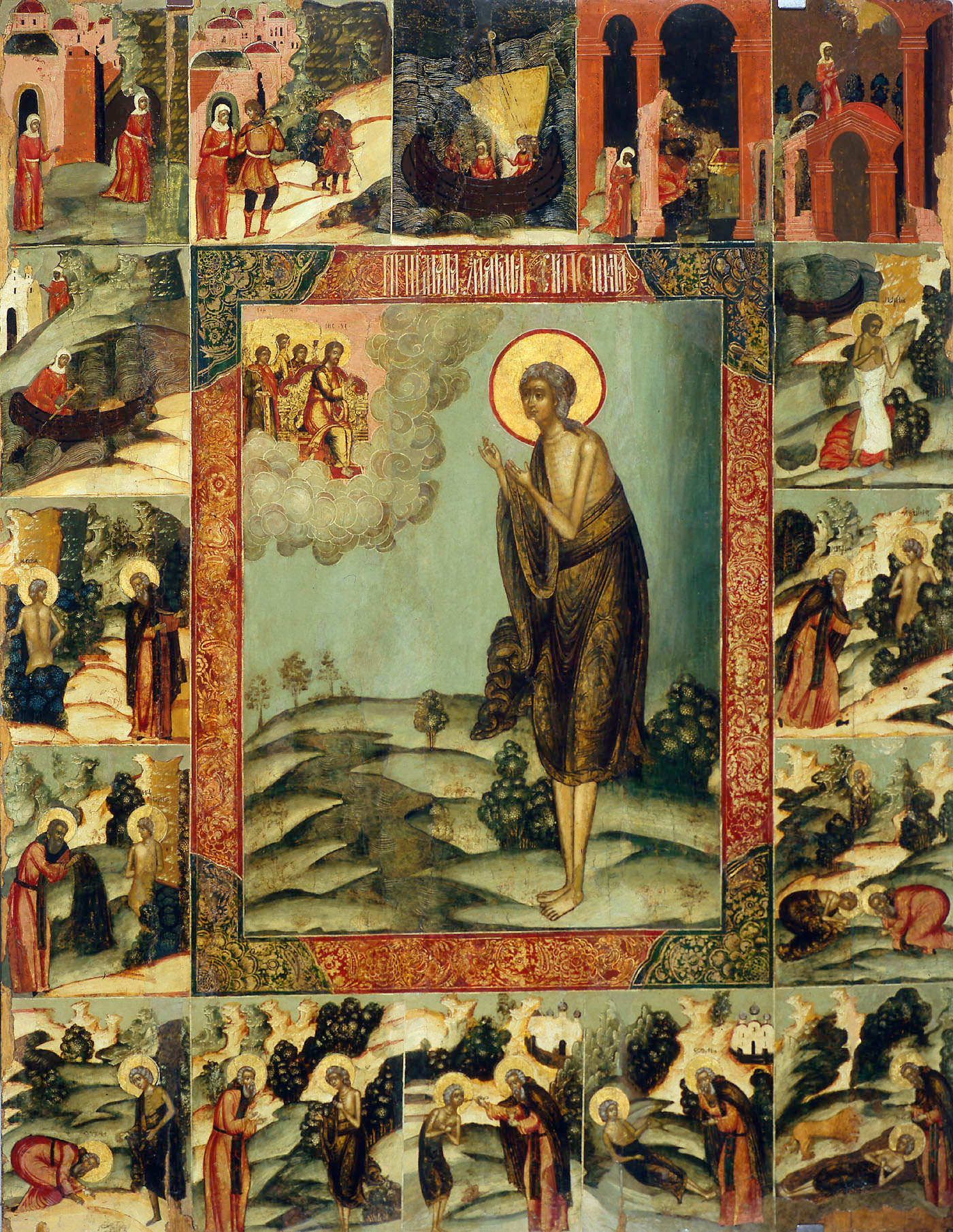
Św. Maria Egipcjanka i historia jej życia na XVII-wiecznej ikonie.

Urodziła się w Egipcie. W wieku 12 lat opuściła dom rodzinny, uciekła do Aleksandrii i tam zaczęła oddawać się rozpuście. Po 17 latach takiego życia, żądna nowych wrażeń, przyłączyła się do grupy pielgrzymów udających się do Jerozolimy. Nie miała to być dla niej pobożna pielgrzymka, ale okazja by innych przywieść do grzechu. Podobnie postępowała przebywając w Jerozolimie. Pomimo grzesznego życia uważała się za chrześcijankę i w związku z tym w święto Podwyższenia Krzyża chciała razem z innymi dostać się do bazyliki Grobu Świętego. Jednak kilkakrotnie niewidzialna siła nie pozwalała jej przejść przez próg. Wtedy Maria zrozumiała, że dzieje się tak z powodu trybu życia, jakie prowadziła. Zaczęła płakać i żałować za grzechy, obiecując odprawienie pokuty. Wówczas udało jej się wejść. Po ucałowaniu relikwii Krzyża udała się na pustynię za Jordan. Idąc tam wzięła ze sobą tylko 3 bochenki chleba kupione po drodze. Wiele lat spędziła w samotności na pokucie, umartwieniach i postach. Żywiła się tym, co mogła znaleźć na pustyni. Na około rok przed jej śmiercią spotkał ją pobożny mnich Zozym. Ponieważ z upływem lat podarły się jej szaty, w których przyszła na pustynię, przed rozmową z nim poprosiła, by dał jej płaszcz. W następnym roku w Wielki Czwartek z rąk Zozyma przyjęła Komunię św. Po śmierci Marii pobożny mnich pochował ją na pustyni.

## Kult
Maria Egipcjanka jest patronką pokutujących grzeszników, żałujących prostytutek i aktorów.
W prawosławiu jest jedną z najbardziej znanych świętych kobiet. Uważa się ją za szczególną orędowniczkę opętanych przez złe moce.
Jej wspomnienie liturgiczne w Kościele katolickim na świecie obchodzone jest 1 kwietnia. Kościół katolicki w Polsce i paulini wspominają św. Marię 2 kwietnia.
Kościoły wschodnie z uwagi na liturgię według kalendarza juliańskiego, wspominają świętą mniszkę (prepodobnaja) 1/14 kwietnia, tj. 14 kwietnia według kalendarza gregoriańskiego.
Polski Autokefaliczny Kościół Prawosławny wspomina świętą również w czwartek i niedzielę piątego tygodnia wielkiego postu w nawiązaniu do udzielenia Marii komunii przez Zozyma w Wielki Czwartek.

## Ikonografia
W ikonografii jest przedstawiana jako wychudzona, półnaga stara kobieta, odziana w przewieszoną przez ramię ubogą szatę; niekiedy ze starcem Zozymem podającym jej płaszcz lub udzielającym Komunii.
W sztuce zachodniej jej atrybutami są trzy bochenki chleba, które zabrała ze sobą na pustynię.

## Relikwie i sanktuaria

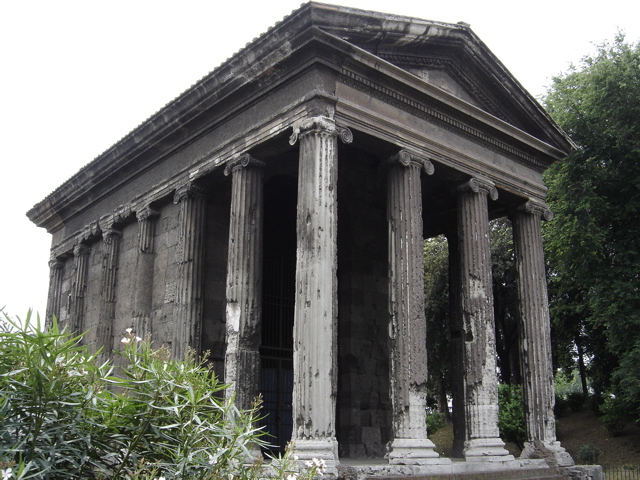
Świątynia Portunusa przy Forum Boarium w Rzymie przekształcona w kościół pw. Marii Egipcjanki

W Rzymie ok. 872 r. pogańską świątynię boga Portunusa zaadaptowano na kościół św. Marii Egipcjanki. Na ścianach wymalowano historię jej życia i sprowadzono relikwie. Obecnie w ołtarzu obraz Federico Zuccariego Święta Maria Egipcjanka.
Na prawo od głównego wejścia do Bazyliki Bożego Grobu w Jerozolimie, pod tzw. Kaplicą Krzyżowców, istnieje niewielka kaplica dedykowana św. Marii Egipcjance. Kaplica jest własnością Ortodoksyjnego Zakonu Obrońców Bożego Grobu.
Maria Egipcjanka w Polsce była czczona już w średniowieczu. Nieistniejący obecnie na wawelskim wzgórzu kościół poświęcony był św. Gereonowi i Marii Egipcjance. Po przebudowie w XIII w. została tylko kaplica Marii Egipcjanki, która istniała do XVI w. Wizerunek Marii Egipcjanki znajduje się w kaplicy Trójcy Świętej na zamku w Lublinie.